# احمتلز، ماناوگات
احمتلز، ماناوگات (به لاتین: Ahmetler, Manavgat) یک Köy در ترکیه است که در استان آنتالیا واقع شده است.